# Pietro Ferrabosco
Pietro Ferrabosco (Laino, 1512 – Lugano, 1599) olasz reneszánsz festő, építész, hadmérnök. A dunai régióban, II . Károly főhercegnél tevékenykedett. 

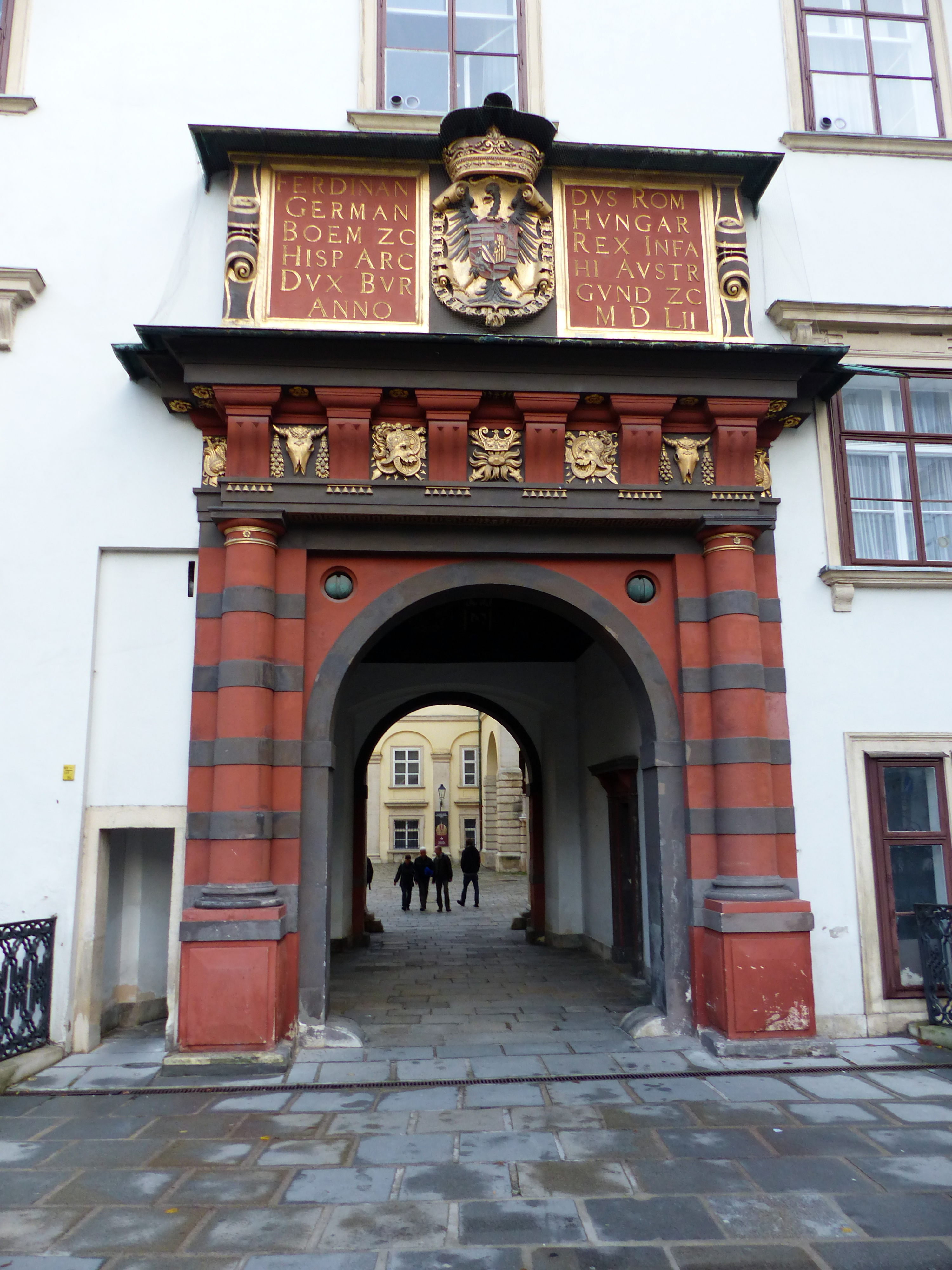
A Svájci kapu a bécsi Hofburgban, 1552

## Élete
Martino Ferrabosc(h)o pallér fiaként, egy kis lombardiai faluban született. Öt évig valószínűleg Milánóban tanult, majd 1542-től mintegy négy évtizeden át a Habsburg-ház szolgálatában állt. Ausztriában és Magyarországon számos reneszánsz épületet alkotott. Katonai látképek festésével kezdte működését Magyarországon, majd 1551-ben Bécsben I. Ferdinánd császár udvari festője lett. Az elkövetkező években Prága városában betöltött szerepe és pontos tisztsége a múlt homályába vész. Miután a bécsi Duna-szakasz erődítésének nehéz feladatát elvégezte, 1556-ban nemességet kapott (Ferrabosco di Laino). 1559-ben panaszkodott a császárnak, hogy kollégáihoz mérten alacsony (25 talléros havi) fizetéséből nem tudja családját eltartani, mivel számos építészeti feladata miatt fel kellett hagynia a jobban jövedelmező festőművészettel. Gyenge német nyelvtudása okán sikertelenül jelentkezett a bécsi épületfőfelügyelői posztra is. 1572-ben egy császári ajánlólevél tiszteletbeli állampolgárságot szerzett neki, Comóban. 1588-ban benyújtotta elbocsátási kérelmét Habsburg Ernő osztrák főherceghez (1553–1595), és családostul visszatért a Comói-tóhoz. Minden bizonnyal Luganóban halt meg, 1599 körül.

## Működése
- Hofburg: Svájci kapu és a Svájci udvar szökőkútja, Bécs (1552) építés és festés
- Hofburg: Ágoston-járatok freskói, Bécs (1550–1553) elpusztult
- Vár, Nagyszombat (1553)
- Hradzsin, Prága (1554)
- Várkápolna: Nagypénteki sír, Bécs (1555) festés, aranyozás
- Vár, Nagyszeben (1556)
- Püspökvár, Győr (1557)
- Udvari ispotály, Bécs (1558), építési tanácsadó Hermes Schallautzer
- Szigetvári vár (1558–1560)
- Kastély, Kaiserebersdorf (1558–1561)
- Udvari templom, Innsbruck (1559), tanácsadó Jacopo Strada
- Jezsuita kollégium, Bécs (1562), építőmester
- Bécsi erőd (1562-től), építőmester
- Várbástyák, Győr (1564)
- Pozsonyi vár főépítőmester (1565)
- Sarokbástyák, Nagykanizsa (1566)
- Vár, Nagykanizsa (1568–1577)
- Neugebäude-kastély, Bécs (1569-től)
- Vár, Graz (1570)
- Egri vár és városfalak (1574)
- Udvari kancellária, Bécs (1574–1576), átépítés
- Körbástyák és kis sarokbástyák, Trencséni vár (1580–1582)
- Hofburg: Ernesztin-vár (ma Amália-vár), Bécs,  (1581)
- Arzenál, Bécs (1582), építőmester
- Kastély, Linz (1582)
- Klarisszák kolostora, Bécs (1582–1583), tervezés
- Kastély, Weitra (1583)
- Komáromi vár (Osztrák–Magyar Monarchia), ma Komárom (Szlovákia), az elzászi Daniel Specklinnel együttműködve

## Külső hivatkozások
- Artisti Italiani in Austria (németül)
- Dizionario Biografico - treccani.it (olaszul)
- Szabadbölcsészet: Pietro Ferrabosco (magyarul)

## Fordítás
- Ez a szócikk részben vagy egészben  a   Pietro Ferrabosco című olasz Wikipédia-szócikk ezen változatának fordításán alapul.  Az eredeti cikk szerkesztőit annak laptörténete sorolja fel. Ez a jelzés csupán a megfogalmazás eredetét és a szerzői jogokat jelzi, nem szolgál a cikkben szereplő információk forrásmegjelöléseként.
- Ez a szócikk részben vagy egészben  a   Pietro Ferrabosco című német Wikipédia-szócikk ezen változatának fordításán alapul.  Az eredeti cikk szerkesztőit annak laptörténete sorolja fel. Ez a jelzés csupán a megfogalmazás eredetét és a szerzői jogokat jelzi, nem szolgál a cikkben szereplő információk forrásmegjelöléseként.